# Amapá do Maranhão
Amapá do Maranhão é um município brasileiro do estado do Maranhão. Sua população foi estimada em 7.170 habitantes, conforme dados do IBGE de 2022.
O nome de Amapá, originou-se de uma espécie de árvore amazônica chamada Amapazeiro, localizada no município.

## História
Amapá do Maranhão é um município cuja colonização teve início em 1955, quando a família do Sr. Antonio Pereira da Silva, conhecido como Antonio Boia, se estabeleceu à margem direita do Rio Urubuquara. Porém, um surto de malária dizimou parte da família, levando o Sr. Antonio a afastar-se do rio e fundar a Colônia São Francisco, em homenagem ao padroeiro.
Inicialmente, a Colônia São Francisco era um distrito de Godofredo Viana, sob a administração do prefeito João Jorge e com o Padre Antônio como pároco da Igreja Católica. No entanto, por meio de incansáveis diligências, o Padre Antônio conseguiu alterar o nome da colônia para Amapá, em referência a um igarapé e a uma árvore com o mesmo nome.
A partir de 1982, o município passou a receber diversas famílias migrantes que buscavam novas terras para a agricultura convencional. Esse movimento populacional resultou no povoamento do lugar e no desenvolvimento de atividades como o cultivo de alimentos básicos, exploração de madeira de lei, comércio e pequenas indústrias de beneficiamento de arroz e farinha de mandioca. Além disso, a criação de gado vacum, cavalar, muar e outras espécies também se estabeleceu, seguindo um regime extensivo e de subsistência.
Com o crescimento contínuo da região, surgiram as primeiras escolas, atendendo às necessidades educacionais da população. E, impulsionados pelo progresso e pelo desejo de autonomia, os habitantes manifestaram o desejo de emancipação, o que se concretizou por meio de um plebiscito.
O nome Amapá foi escolhido para o município em razão da presença de um igarapé de mesmo nome e da abundância de uma árvore com essa denominação.

## Formação administrativa
A formação administrativa de Amapá do Maranhão teve início em 10 de outubro de 1995, quando foi elevado à categoria de município por meio da lei estadual nº 6433. Essa lei foi posteriormente alterada pela lei estadual nº 7099, em 8 de abril de 1998. O município foi desmembrado de três localidades vizinhas: Carutapera, Luís Domingues e Godofredo Viana.
A sede do município está localizada no atual distrito do Amapá do Maranhão, que antes era um povoado pertencente ao município de Godofredo Viana. Após a sua elevação a município, Amapá do Maranhão passou a ser constituído apenas pelo distrito sede.
A instalação oficial do município ocorreu em 1º de janeiro de 1997, marcando o início da sua autonomia administrativa.
Desde então, a configuração administrativa de Amapá do Maranhão permaneceu inalterada, conforme registros da divisão territorial datada de 2005.

## Geografia
O município de Amapá do Maranhão possui área de 493,738 quilômetros quadrados, o que o coloca na posição 168 dentre os 217 municípios do estado do Maranhão.
População
De acordo com o Censo Demográfico de 2022, o município de Amapá do Maranhão apresentava uma população de 7.170 habitantes e a densidade demográfica de 14,27 habitantes por quilômetro quadrado. Já a estimativa de crescimento populacional para o ano de 2024 era de 7.364 habitantes.
Economia
Em 2021, o PIB per capita do município de Amapá do Maranhão era de R$ 9.963,57. Comparando-se com os demais municípios do Estado, ficava na posição 85 de 217. Já o percentual de receitas externas em 2023 era de 95,05%, o que o colocava na posição 72 dentre os 217 municípios do Maranhão.
| Salário médio mensal dos trabalhadores formais [2022]                                             | 1,7 salários mínimos |
| Pessoal ocupado [2022]                                                                            | 599 pessoas          |
| População ocupada [2022]                                                                          | 8,35%                |
| Percentual da população com rendimento nominal mensal per capita de até 1/2 salário mínimo [2010] | 54,9 %               |

Fonte: IBGE
Educação
Em 2010, a taxa de escolarização de 6 a 14 anos de idade no município de Amapá do Maranhão era de 98%. Comparando-se com outros municípios do Estado, ficava na posição 32 de 217. Já o Índice de Desenvolvimento da Educação Básica (IDEB), no ano de 2023, era de 4,7 para os anos iniciais do ensino fundamental da rede pública e para os anos finais, 4,1.
| Taxa de escolarização de 6 a 14 anos de idade [2010]             | 98 %             |
| IDEB – Anos iniciais do ensino fundamental (Rede pública) [2023] | 4,7              |
| IDEB – Anos finais do ensino fundamental (Rede pública) [2023]   | 4,1              |
| Matrículas no ensino fundamental [2023]                          | 1.282 matrículas |
| Matrículas no ensino médio [2023]                                | 288 matrículas   |
| Docentes no ensino fundamental [2023]                            | 119 docentes     |
| Docentes no ensino médio [2023]                                  | 18 docentes      |
| Número de estabelecimentos de ensino fundamental [2023]          | 11 escolas       |
| Número de estabelecimentos de ensino médio [2023]                | 1 escolas        |

Fonte: IBGE
Saúde
Em 2022, a taxa de mortalidade infantil média na cidade era de 11,24 para 1.000 nascidos vivos. Comparando-se com os demais municípios do estado do Maranhão, ficava na posição 147 de 217.  No ano de 2009, o município de Amapá do Maranhão contava com quatro estabelecimentos ligados ao Sistema Único de Saúde (SUS).
Meio Ambiente
O bioma predominante do município de Amapá do Maranhão é o amazônico. Em 2010, a cidade apresentava 28,9% de domicílios com esgotamento sanitário adequado, além de 76,8% de domicílios urbanos em vias públicas com arborização e 0% de domicílio urbanos em vias públicas com urbanização adequada.

## Política
O poder político em Amapá do Maranhão é exercido pelo prefeito, vice-prefeito e secretários municipais, representando o Poder Executivo. Para a criação de leis municipais, é necessária a aprovação do Poder Legislativo, que é composto pela Câmara dos Vereadores de Amapá do Maranhão.

## Últimos prefeitos eleitos
| Ano  | Prefeito       | Partido | Votos | %     | Ref    |
| ---- | -------------- | ------- | ----- | ----- | ------ |
| 2012 | Charles Lemos  | PRB     |       |       | [ 9 ]  |
| 2016 | Tate Do Ademar | PSDB    | 2.368 | 57,70 | [ 10 ] |
| 2020 | Nelene Gomes   | PDT     | 1.693 | 36,84 | [ 11 ] |
| 2024 | Nelene Gomes   | PL      | 3.009 | 60,64 | [ 12 ] |